# Semipunctoribates hungaricus
Semipunctoribates hungaricus är en kvalsterart som beskrevs av Sandór Mahunka 1987. Semipunctoribates hungaricus ingår i släktet Semipunctoribates och familjen Punctoribatidae. Inga underarter finns listade i Catalogue of Life.